# 濁川站

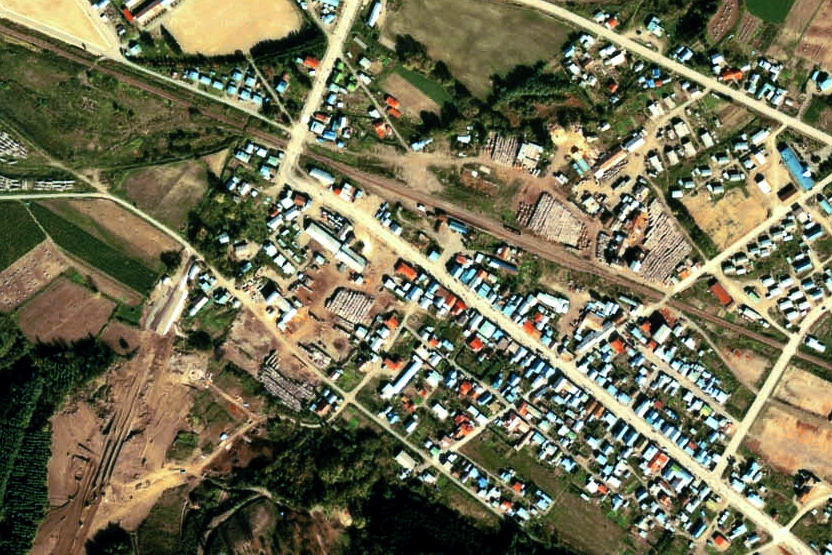
1978年的濁川站與方圓約500米×750米範圍。左邊是北見瀧之上方向。圖中是結束處理貨物前的情況。圖中可看見島式月台已經撤走，因剩下兩條副本線。車站後方東邊設有堆場。此站是典型木材運出站。在站外左右和南邊設有由營林署管轄的大型堆場（露天），各處都設有引込線。圖中可看見這些路軌已經撤走。木材運送業務轉移至主要使用貨車。圖中右下和左上方各設有路軌痕蹟和編組場。
曾經車站連接森林鐵路阿歷內川線和本流線。兩線均連接編組場。

濁川站（日语：／ Nigorikawa eki */?）是位於北海道紋別郡瀧上町濁川中央，日本國有鐵道（國鐵）的渚滑線車站（廢站）。隨著渚滑線廢線，車站在1985年（昭和60年）4月1日廢除。

## 歷史
- 1924年（大正13年）10月21日 - 鐵道省渚滑線濁川站啟用。當時為一般車站。
- 1935年（昭和10年） - 在濁川站附近至渚滑之間建設森林鐵道，該鐵路用作運送貨物（木材）。
- 1949年（昭和24年）6月1日 - 日本國有鐵道成立，成為日本國有鐵道車站。
- 1959年（昭和34年） - 渚滑森林鐵道廢除。
- 1978年（昭和53年）12月1日 - 結束處理貨物。
- 1984年（昭和59年）2月1日 - 結束處理行李。
- 1985年（昭和60年）4月1日 - 渚滑線全線廢除，此站也廢除[3]。

### 站名的由來
車站取自所在地名。地名源自阿伊努語的「オヌㇷ゚キオㇷ゚（o-nupki-o-p）」，其意思是川口、濁水、有、有哪裡。

## 車站構造
截至車站廢除前，車站是一座地面車站，設有1面1線的單式月台。月台位於路軌南邊（北見瀧之上方向的列車會開啟左邊車門）。當時站內沒有轉轍器。曾經此站設有2面2線的相對式月台，當時可進行列車交會。在交會設備廢除後把路軌撤走。月台前後的路段為彎曲是由於以前的路軌配置。另外，站內設有連接儲木場的專用線。
此站是職員配置站。車站大樓位於站內南邊，鄰接月台中央。

## 使用狀況
- 截至1981年度（昭和56年度），1日上下車人次為32人[6]。

## 車站周邊
車站位於濁川村落內。
- 北海道道137號遠輕雄武線（日语：北海道道137号遠軽雄武線）
- 國道273號（渚滑國道）
- 町民保健之森
- 櫻丘滑雪場
- 瀧上町立濁川小學
- 濁川郵局
- 紋別警署（日语：紋別警察署）濁川駐在所
- 渚滑川（日语：渚滑川）
- 阿歷內川
- 北紋巴士（日语：北紋バス）「濁川」巴士站（渚滑線替代路線和拓雄線的巴士站是在舊站前，城際巴士位於國道273號上）

## 現況
截至1997年（平成9年）11月，貨物起卸區的位置變成了公園高爾夫球場，車站大樓還原封不動的存在。截至2011年（平成23年）也是同樣，車站大樓成為了公園高爾夫球場的休憩處和倉庫。車站大樓內還保留了售票櫃臺，月台上還當時的氣氛。
截至1997年（平成9年）11月，靠近渚滑一方距離車站100米處還保留了鐵路標籤。另外，靠近渚滑一方還有一座跨越渚滑川的橋台。

## 渚滑森林鐵道

### 歷史
- 1935年（昭和10年） - 本流線（60公里）、Oshira線（45公里）啟用[9]。
- 1959年（昭和34年） - 本流線、Oshira線廢除[9]。

## 相鄰車站
日本國有鐵道
渚滑線
瀧之下－（雄鎮內臨時乘降場）－濁川－北見瀧之上

## 注腳
1. ↑  1948年撮影航空写真（日語）（國土地理院 地圖、航空相片參閱服務）
2. ↑  1952年測量5萬分之1地形圖「瀧上」、「立牛」和「渚滑岳」
3. 1 2  “駅舎をカメラにおさめる鉄道マニアたち 渚滑線”. 北海道新聞 (北海道新聞社). (1985年3月29日)
4. ↑   第1版. 札幌市: 日本國有鐵道北海道總局. 1973-03-25: 202. ASIN B000J9RBUY （日语）.
5. ↑  札幌鉄道局編 (编). . 北彊民族研究会. 1939: 94. NDLJP: 1029473 （日语）.
6. 1 2 3 4  書籍《国鉄全線各駅停車1 北海道690駅》（小學館，1983年7月發行）215頁。
7. 1 2 3  書籍《鉄道廃線跡を歩くV》（JTB出版，1998年6月發行）23頁。
8. 1 2  書籍《北海道の鉄道廃線跡》（著：本久公洋，北海道新聞社，2011年9月發行）171頁。
9. 1 2  書籍《鉄道廃線跡を歩く》（JTB出版，1995年11月）162頁。